# 売れ筋
売れ筋（うれすじ）とは、その時代・その社会で、人気のある商品を指す。対義語は死に筋。

## 概要
売れ筋は、特に購入希望者が多い商品群のことで、これらは新製品やブーム（流行）に乗った商品など、目新しい商品が中心となっている。こと小売店では全商品の、上位2割で8割の売り上げを出すという。
商店では、売り場面積に限りがあるため、売れ筋の売り場面積を拡大し、売れ筋でないものの売り場面積を縮小することになる。果ては、売れ筋でない商品の売り場を全廃することになり、少数派の意見は売り場に反映されないことになる。
ただこれら商品の多くが変化が激しく短期間のうちに死に筋と化すことも珍しくはなく、その仕入れと販売のさじ加減は独特の危うさを含む。このため市場規模を常に観測しながら完売しないことには折角の良好な売上利益を食い潰す格好で不良在庫を抱える危険も含んでいるため、販売店としても売れ筋一辺倒だけでは商売しにくい部分を含んでいる。

## 関連事項
- 死に筋
- ニッチ市場
- ロングテール
- 見せ筋
- 市場